# Я́
Cette page contient des caractères spéciaux ou non latins. S’ils s’affichent mal (▯, ?, etc.), consultez la page d’aide Unicode.
Le ia accent aigu (capitale Я́, minuscule я́) est une lettre de l'alphabet cyrillique utilisée dans certaines langues comme le biélorusse, le kirghize, le russe, ou le rusyn lorsque l’intonation est indiquée à l’aide de l’accent aigu.

## Utilisations
Le Я́ est utilisé en russe lorsque l’intonation d’une syllabe est indiquée sur la voyelle Я.

## Représentations informatiques
Le ia accent aigu peut être représenté avec les caractères Unicode suivants :
- décomposé (cyrillique, diacritiques)[1],[2] :

| formes    | représentations | chaînes de caractères | points de code | descriptions                                           |
| --------- | --------------- | --------------------- | -------------- | ------------------------------------------------------ |
| capitale  | Я́               | Я◌́                    | U+042F U+0301  | lettre majuscule cyrillique ia diacritique accent aigu |
| minuscule | я́               | я◌́                    | U+044F U+0301  | lettre minuscule cyrillique ia diacritique accent aigu |